# Hilton Molino Stucky Venice
Hilton Molino Stucky Venice – dawny młyn zbożowy w Wenecji, położony na wyspie Giudecca, nad Canale della Giudecca. Zbudowany pod koniec XIX wieku w stylu neogotyckim na zlecenie przedsiębiorcy Giovanniego Stucky’ego. Wzorem architektonicznym były neogotyckie budynki przemysłowe Północnej Europy, a zwłaszcza budynek browaru Gilde Brauerei w Hanowerze. Od 2007 roku należy do sieci hotelowej Hilton Worldwide. Na cały kompleks architektoniczny składa się 13 budynków, wśród których główny, Mulino Stucky jest jednym z najbardziej znanych zabytków architektury przemysłowej miasta Wenecji.

## Historia

### XIX wiek
W latach 1882–1883 Giovanni Stucky, szwajcarski przedsiębiorca, wybrał działkę na wyspie Giudecca pod budowę swojego pierwszego młyna. Na obszarze tym, położonym w rejonie pomiędzy Rio San Biagio, Canale della Giudecca i Rio Lavranieri, wcześniej znajdował się kościół i klasztor S. Biagio i Cataldo, zlikwidowany przez Napoleona w 1809 roku. Inicjatywa szwajcarskiego przedsiębiorcy była korzystna dla miasta, ponieważ z jednej strony służyła zaspokojeniu potrzeb ludności, a z drugiej – eliminowała trudności związane z transportem produktów z głębi lądu. Architektura pierwotnego młyna podporządkowana była jego funkcji. Jego wydajność produkcyjna wzrosła z początkowych 500 kwintali mąki dziennie do 800, a następnie 1000 kwintali. W związku z rosnącymi potrzebami zakład został rozbudowany. Na fundamentach byłego klasztoru San Biagio oraz na działce za pierwszym młynem zbudowano trzypiętrowy budynek magazynowy pod gotowe produkty oraz dwa domy dla pracowników. Obok powstał budynek maszynowni i warsztat. Pod koniec lat 80. w pobliżu głównego młyna został zbudowany drugi młyn o podobnych gabarytach, wychodzący na kanał Giudecca i tworzący z poprzednim czworobok. Zbudowany na planie prostokąta budynek składał się z sześciu pięter. W jego ścianach rozmieszczono w regularnych odstępach okna, które ozdobiono okładziną z wapienia z Istrii. Wnętrze młyna, typowe dla ówczesnej architektury przemysłowej, tworzyły wielkie pomieszczenia bez ścian działowych, sklepione drewnianymi belkami wspartymi na żeliwnych filarach. Po pożarze w 1895 roku postanowiono młyn przebudować.

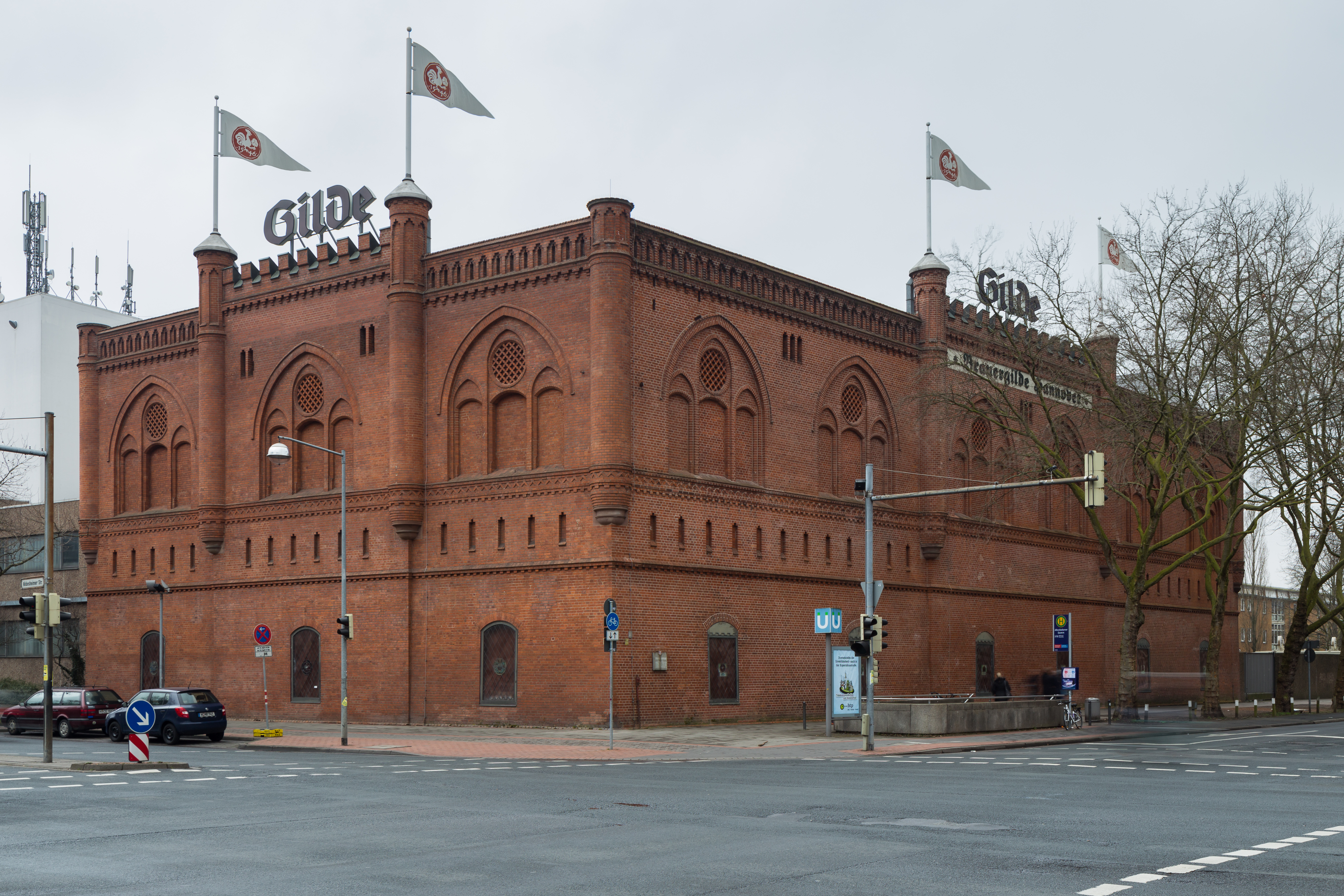
Pierwowzór architektoniczny Molino Stucky – browar Gilde Brauerei w Hanowerze

W latach 1895–1897 Giovanni Stucky zlecił niemieckiemu architektowi Ernstowi Wullekopfowi z Hanoweru budowę silosów oraz narożnej wieży. Miejska komisja ds. dekoracji (Commissione all’Ornato) była początkowo przeciwna projektowi Wullekopfa; uznając jego walory artystyczne, argumentowała jednocześnie, iż swym charakterem nie pasuje on do stylu miejscowych budynków. Ostatecznie jednak architekt przeforsował swój projekt bez zmian. Do realizacji projektu wybrał materiały i elementy średniowiecznej architektury niemieckiej, takie jak terakota, sterczyny i wieżyczki nawiązujące do średniowiecznych katedr i ratuszy, tworząc budowlę będącą przykładem eklektyzmu architektonicznego. Kompleks Stucky’ego wrósł w pejzaż architektoniczny Wenecji, stając się przykładem północnego stylu neogotyckiego w architekturze Włoch, a zarazem jednym z najbardziej prestiżowych przykładów włoskiej architektury przemysłowej.

### XX wiek
W 1903 roku zbudowano fabrykę makaronu, przylegającą do młyna, a w 1907 roku – nowy silos. W 1909 roku Giovanni Stucky przeprowadził się do kupionego przez siebie i przebudowanego Palazzo Grassi. 15 maja 1910 roku został zamordowany na dworcu kolejowym w Wenecji przez jednego ze swoich byłych pracowników. Firmę przejął jego syn Giancarlo. Po jego śmierci w 1941 roku rodzina Stucky ostatecznie porzuciła swoje przedsiębiorstwo, które w 1955 roku zakończyło działalność produkcyjną.
W 1975 roku w ramach Biennale zorganizowano wystawę pod tytułem „Propozycje odnośnie Molino Stucky”, zapraszając na nią znanych artystów i architektów.
W 1980 roku na mocy uchwały Rady Miejskiej Wenecji podjęto renowację całego kompleksu z zamiarem przekształcenia go w hotel i centrum kultury. W 1988 roku Młyn Stucky’ego został uznany za zabytek. W 1992 roku podjęto decyzję o przebudowaniu go na hotel sieci Hilton. W 1995 roku należąca do przedsiębiorcy Francesco Caltagirone firma Acqua Pia Antica Marcia S.p.A. przedłożyła projekt, który zakładał przekształcenie budynku młyna w hotel, centrum konferencyjne i część mieszkalną z około 100 mieszkaniami.

### XXI wiek

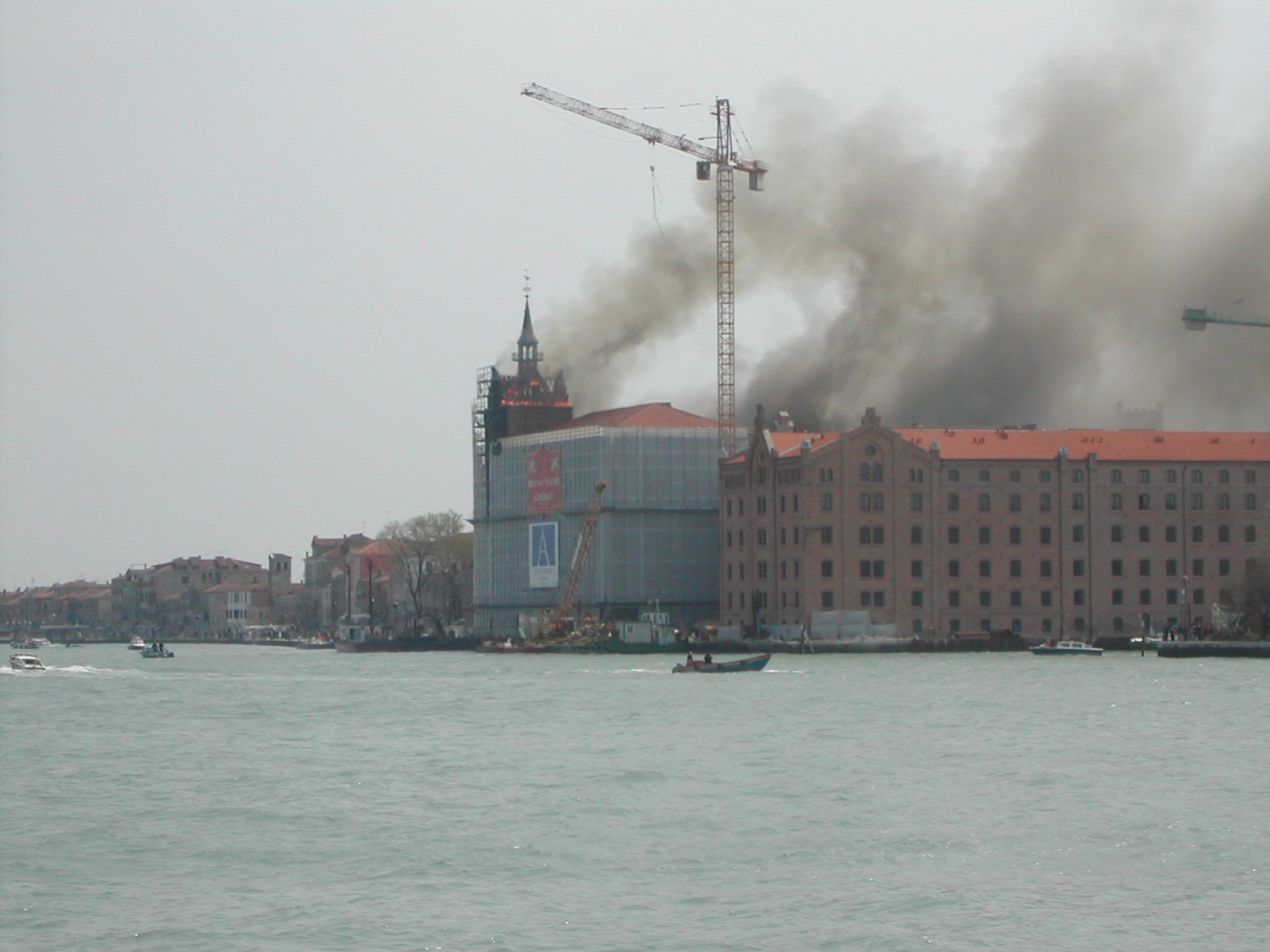
Pożar Molino Stucky w kwietniu 2003

15 kwietnia 2003 roku, podczas prac rekonstrukcyjnych spłonął w pożarze dawny spichlerz zbożowy, architektonicznie najciekawsza część kompleksu. Jego zewnętrzna ściana od strony Rio di San Biagio zawaliła się, wpadając do kanału. Budynek zrekonstruowano z zachowaniem rygorystycznych warunków dotyczących ochrony zabytków. 1 czerwca 2007 roku otwarto 5-gwiazdkowy hotel Hilton Molino Stucky Venice. Znajduje się w nim 379 pokoi, największe w mieście hotelowe centrum konferencyjne i zdrowotne, a także jedyny w Wenecji basen na dachu.

## Architektura
Molino Stucky składa się z 13 budynków rozmieszczonych na dziewięciu działkach i jest jednym z najwyższych budynków w mieście. Poddany starannej renowacji stanowi jeden z najbardziej znanych przykładów architektury przemysłowej miasta Wenecji. Dawny młyn zbożowy zachował swoje pierwotne elementy architektoniczne takie jak: potężne belki stropowe, spiczaste wieżyczki, wysokie, wąskie okna i przywróconą, zewnętrzną okładzinę z czerwonej cegły. Strop Penthouse Tower zdobi mozaika przedstawiająca Demeter, boginię plonów. Nad głównym wejściem do jednego z budynków znajduje się elegancki zegar, zaś w holu zachował się oryginalny dzwonek, oznajmiający koniec pracy.